# 랄프 퍼켓
랄프 퍼켓 주니어(Ralph Puckett Jr., 1926년 12월 8일~2024년 4월 8일)는 미국 육군의 군인이다. 2021년 미국 명예훈장을, 2023년 대한민국 태극무공훈장을 수훈하였다.

## 군인 경력
한국 전쟁 중 제8군 예하부대에 배속된 레인저 부대인 제8군 레인저중대를 지휘했다.

## 수상

### 수훈십자장
205고지 전투에서 수백명의 중국인민지원군의 공격을 받은 그의 중대의 51명 레인저가 공격을 받았던 1950년 11월 25일의 행적으로 수훈십자장을 수여받았다.

### 명예훈장
2021년 4월 30일, 1950년 11월 25일  명예훈장 수여를통지 받았고, 2021년 5월 21일 조 바이든 대통령으로부터 백악관에서 열린 시상식에서 명예 훈장을 받았다

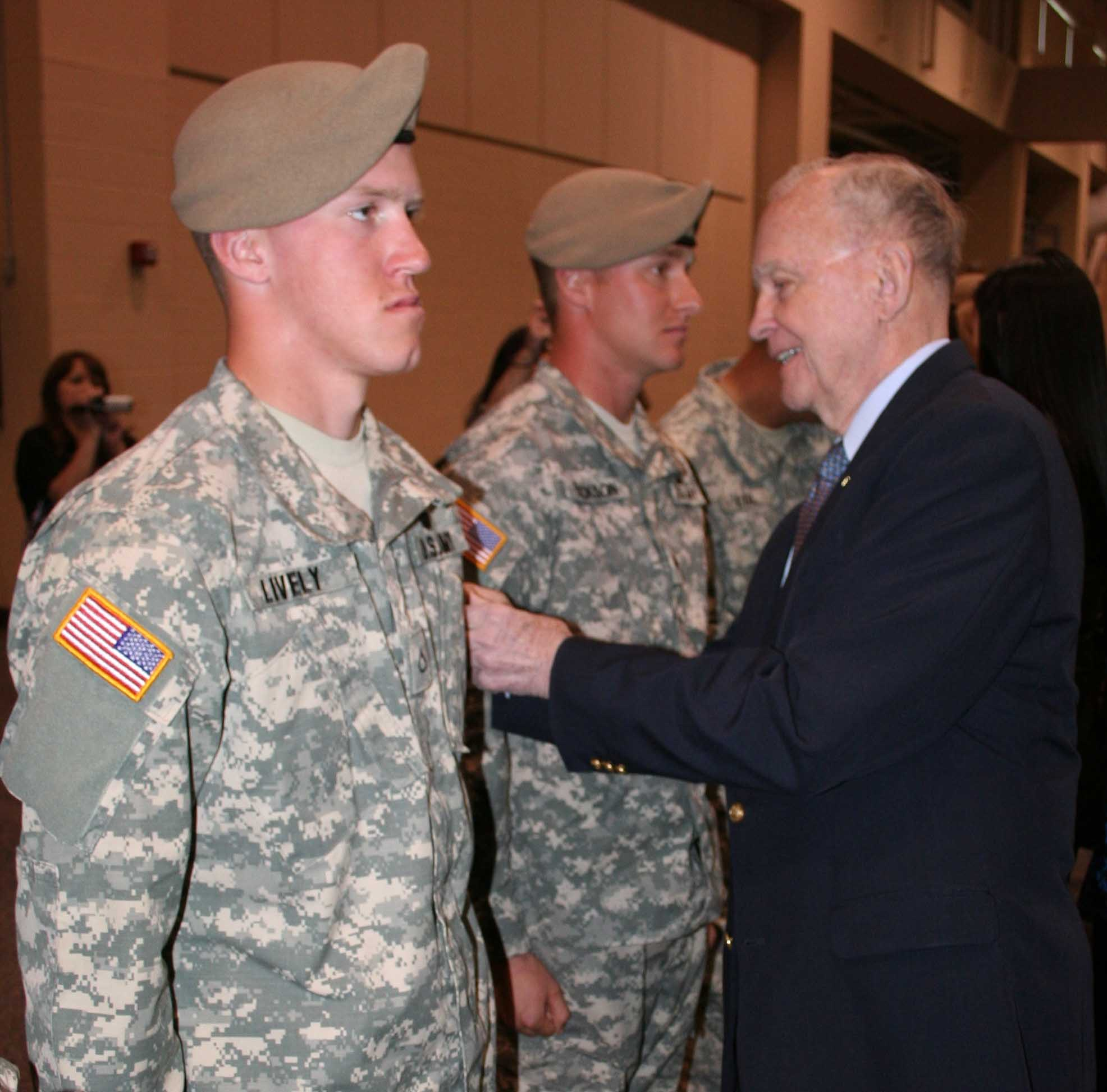
2010년 육군 레인저스와 함께한 퍼켓

미국 대통령은 국회의 이름으로 랄프 퍼켓 주니어 대령에게 명예 훈장을 수여하는 것을 기쁘게 생각합니다. 미군 (레인저)
다음은 추서 이유 :
미 8군 8213 육군부대 8 레인저 중대 사령관으로 근무중 유엔의 무장한 적에 대한 군사 작전과 관련한 특별한 영웅적 행동. 퍼켓 중위는 1950년 11월 25일과 26일 한국 운산 근처에서 적의 침략군에 대항한 특별한 영웅적 행동으로 자신을 구별했습니다. 퍼켓 중위는 자기의 안전을 완전히 포기하고 무거운 적의 소형 무기 발사 아래 800 야드의 개활지를 가로 질러 중대를 이끌고 가서 중대의 임무를 달성했습니다. 이 작전 중에 그는 의도적으로 적의 기관총 사격에 자신을 노출시켜 부하들이 기관총의 위치를 파악할 수 있도록했습니다. 목표를 포착 한 후 그는 예상되는 적의 반격에 대비하여 방어 위치를 준비하도록 지시했습니다. 1950년 11월 25일 2200시에 무거운 반격에 맞서 자신의 위치를 수비하던 중 오른쪽 어깨에 부상을 입었으나, 대피를 거부하면서 그는 수류탄 범위 내로 진격 한 수류탄 범위 내로 전진한 후 4 번의 추가 반격을 통해 중대를 계속 지휘했습니다. 이 공격 중에 그는 적의 움직임을 관찰하고 포격을 지시하기 위해 자기의 안위를 돌보지 않고 참호를 떠났습니다. 그렇게하면서 그는 계속해서 무거운 소형 무기와 박격포에 자신을 노출시켰다. 1950년 11월 26일 0300시, 여섯 번째 반격에서 그는 다시 부상을 입어 움직일 수 없었습니다. 자신의 중대가 무너지고 철수를 강요 당할 것이라는 사실을 알게 된 그는 대원들이 안전하게 철수할 수 있도록 자신을 남겨두고 떠날 것을 명령했습니다. 그의 반대에도 불구하고 그는 언덕에서 안전한 위치로 옮겨졌습니다. 중위 퍼켓의 특별한 영웅주의와 의무에 대한 헌신은 군인의 최고 전통과 합치하고, 자신과 자신의 부대 그리고 미국 육군의 명예를 드높혔습니다.

### 태극무공훈장
2023년 4월 26일 대한민국 정부로부터 태극무공훈장을 수여받았다.